# Clesly Evandro Guimarães
Clesly Evandro Guimarães (født 28. april 1975) er en tidligere brasiliansk fodboldspiller.